# Hubert Coppenrath
Hubert Coppenrath, né le 18 octobre 1930 à Papeete (Tahiti) et mort le 31 juillet 2022 dans la même ville, est un évêque catholique français, archevêque de Papeete de 1999 à 2011.

## Biographie

### Formation
Après être entré au Séminaire Saint-Sulpice à Issy-les-Moulineaux, Hubert Coppenrath poursuit ses études à l'Institut catholique de Paris où il obtient une licence de théologie. 
Il est ordonné prêtre de Papeete (Tahiti, Polynésie française) le 27 juin 1957.

### Principaux ministères

#### Prêtre
Après avoir été vicaire à la cathédrale de Tahiti, Hubert Coppenrath est nommé curé de Arue en 1959, puis curé de la cathédrale en 1967 et curé des îles de l'Est en 1989.
En parallèle, il est directeur de l'enseignement catholique de 1961 à 1971, directeur de l'école des diacres de 1977 à 1997 et vicaire général de 1993 à 1997.

#### Évêque
Nommé archevêque coadjuteur de Papeete le 21 novembre 1997, Hubert Coppenrath est consacré le 21 février 1998. Il est archevêque de Papeete du 4 juin 1999 à son retrait le 31 mars 2011 à l'âge de 80 ans.
Il meurt le 31 juillet 2022, ses obsèques se sont déroulées le mardi 2 août suivies de son inhumation au cimetière des prêtres de Papeete.

## Prises de position

### Crise politique en Polynésie française
En octobre 2004, face à la grave crise politique que secoue la Polynésie Française, divisée entre l'UMP Gaston Flosse et l'indépendantiste Oscar Temaru, Hubert Coppenrath appelle le pouvoir central à prendre ses responsabilités.

## Décorations
- Chevalier de la Légion d'honneur, le 12 juin 2003[2]
- Officier de l'ordre de Tahiti Nui, nommé à titre exceptionnel le 24 juin 2020[3]

## Anecdotes

### Frères dans la vie et dans l'épiscopat
Hubert Coppenrath est le coadjuteur puis succède à son propre frère Michel Coppenrath à la tête de l'archidiocèse de Papeete. C'est d'ailleurs lui qui l'a consacré évêque.

### Les possédés de Faaite
Hubert Coppenrath est intervenu pour faire cesser le massacre du « renouveau charismatique » sur l'atoll de Faaite (Tuamotu).[réf. nécessaire]